# Ticket to Jerusalem
Pour plus de détails, voir Fiche technique et Distribution.
Ticket to Jerusalem est un film franco-
palestinien de Rashid Masharawi sorti en 2002.

## Synopsis
Jabber, projectionniste itinérant, se déplace de village en village dans les territoires occupés pour que les enfants palestiniens aient accès au cinéma. Il rencontre une institutrice qui organise une projection à Jérusalem.

## Fiche technique
- Titre original : Ticket to Jerusalem
- Réalisation et scénario : Rashid Masharawi
- Directeur de la photographie : Baudoin Koenig
- Musique : Samir Joubran
- Production : Peter van Vogelpoel, Rashid Masharawi et Areen Omari
- Sociétés de production : Silkroad Production, Arte France Cinéma
- Pays d'origine :  France,  Palestine
- Langue originale : arabe
- Genre : drame
- Durée : 1h25 minutes
- Date de sortie :  France : 24 janvier 2003 (Rencontres Cinéma de Manosque)

## Distribution
- Gassan Abbas : Jabber
- Areen Omari : Sana
- George Ibrahim : Abu Anan
- Reem Ilo : Rabab
- Imad Farageen : Kamal
- Najah Abu Al-Heja : Ibrahim

## Distinctions
Prix du Grand Public au Festival Cinéma Tout Écran, à Genève en octobre 2002.